# Balesudden
Balesuddens naturreservat är en stor halvö som ligger cirka 10 km söder om Örnsköldsvik, öster om Köpmanholmen. Reservatet omfattar 923 hektar varav 595 på land.
Höga Kustenleden går genom naturreservatet. Terrängen är kuperad och man passerar berg på över 150 meter över havet. Här finns också övernattningsstugor och många havsvikar lämpliga för strandhugg. En avstickare från leden på ungefär två kilometer leder ut till uddens spets, Balesberget. Berget var förr platsen för en vårdkase. Det sluttar mycket brant ner mot havet och man har utsikt över en stor del av Höga Kustens skärgård, ända till Ulvöarna och ner mot Nordingrå.
Ändamålet är att bevara ett kustanknutet skogs- och hällmarkslandskap i orört skick där växtlighet och djurliv får utvecklas fritt och där Balestjärnen, Täckstjärnen och vattendragen ska bevaras i sina naturliga tillstånd.
Reservatet är av regeringen antaget som Natura 2000-område enligt habitatdirektivet. Främsta motivet för utpekande av området är förekomsten av de prioriterade naturtyperna västlig taiga, naturliga primärskogar i landhöjningskust, skogbevuxen myr samt bevarandet av skogsmiljöerna i området.

## Balestjärnen
Den lilla Balestjärnen är intressant med sitt klara vatten och sina konserverade trädskelett som syns på botten efter stränderna. Sjön är näringsfattig men har ett högt pH-värde som tros bero på en skalgrusbank på bottnen av tjärnen som ”kalkar upp” sjön.
Balestjärn ligger på den yttersta delen av Balesudden och nås via stig från Sör-Balesviken. 

## Berggrund och natur
Berggrunden i reservatet består av röd nordingrågranit och övergår längre in i gråare bergarter som migmatit och gråvacka. Geologiskt intressant är den urbergsrauk som finns inom reservatet.
Skogen består mestadels av hällmarkstallskog med granskog i dalgångarna. Grova aspar finns och klibbal förekommer efter stränderna och vid Balestjärnen. Den olikåldriga skogen av omväxlande gles och tät karaktär ger plats åt ett flertal arter. Som exempel på den rika floran kan nämnas ormbär, rikligt med olvon, fjällnejlika, tibast och trolldruva, blåsippa, kungsljus, stinknäva och nattviol. Skogssallat växer här på sin nordgräns.
Även en del vedlevande arter som gränsticka (Phellinus nigrolimitatus) och stjärntagging (Asterodon ferruginosus) finns i området. I Sör-Balesviken växer de speciella arterna saltarv och vresros.
I skogarna förekommer skogsfågel som tjäder och orre och flera hackspettsarter trivs här, bland annat gråspett. Gärdsmyg, svarthätta och rödstjärt är andra fåglar som påträffas här. Havsörn ses numera här ibland. Den kuperande och steniga terrängen är utmärkt för lodjur.

## Skogsbranden 2008
Den 5 juni 2008 började en skogsbrand på den yttersta delen av själva Balesudden. Branden, som troligen berodde på en dåligt släckt campingeld, började på den plats där man tidigare haft en vårdkase. Elden fick ett intensivt förlopp i den branta terrängen och på grund av den stundtals kraftiga nordostliga vinden gick branden över delar av udden som toppbrand. De torra förhållanden som rådde under de dagar branden pågick medförde att det blev långvarig glödbrand inom delar av reservatet med kraftiga rotskador som resultat.
Branden har påverkat skogen på två sätt, dels genom höga flammor som dödat stora delar av trädkronorna och dels genom de rotskador som glödbranden orsakat och som också dödat de träd som undkom själva lågorna. Efter branden har växtligheten och klipporna förändrats påtagligt. De närmaste årtiondena kan man nu studera successionen efter en skogsbrand.

## Galleri

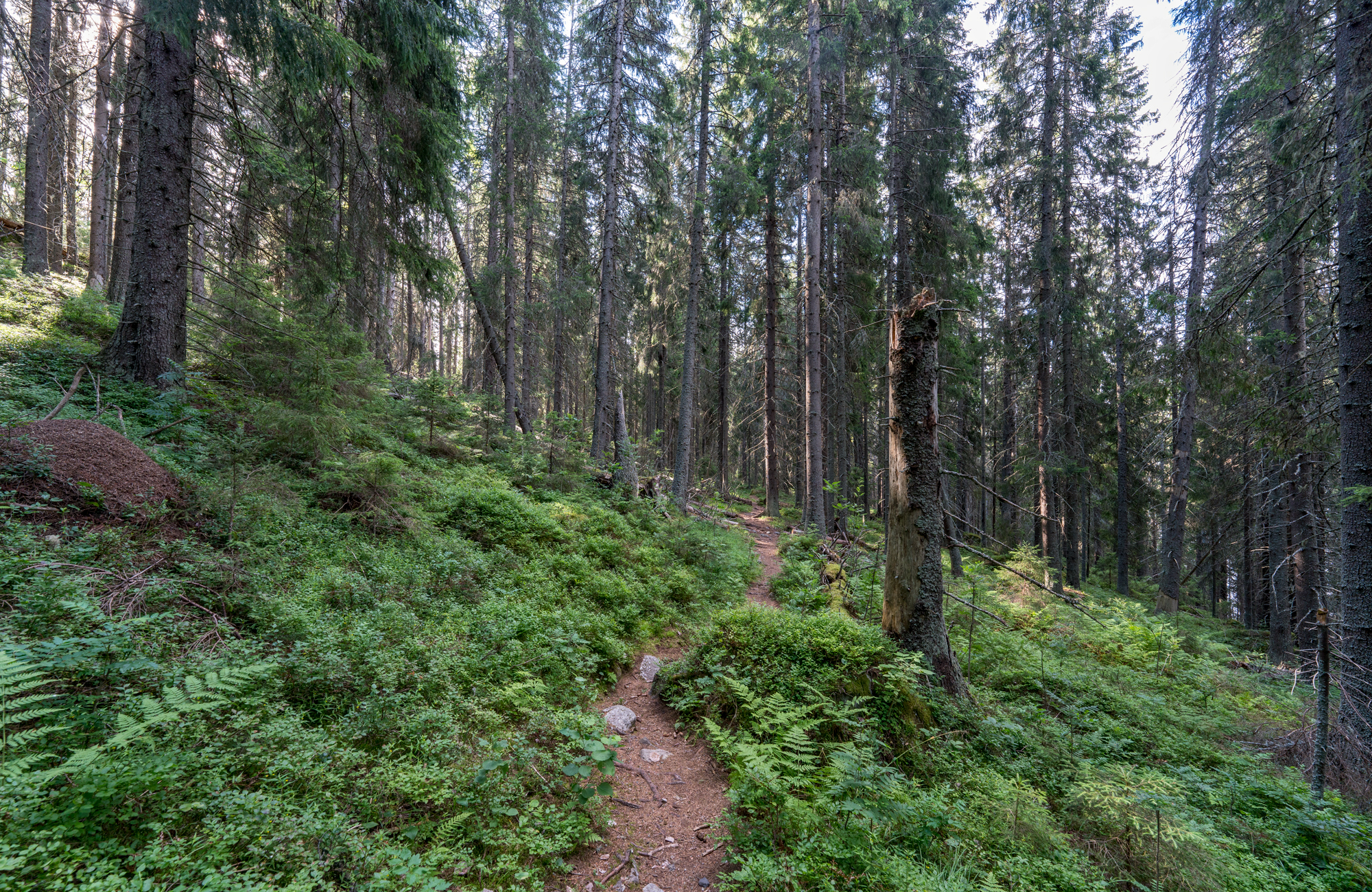
Höga kustenleden nära Hålviken.
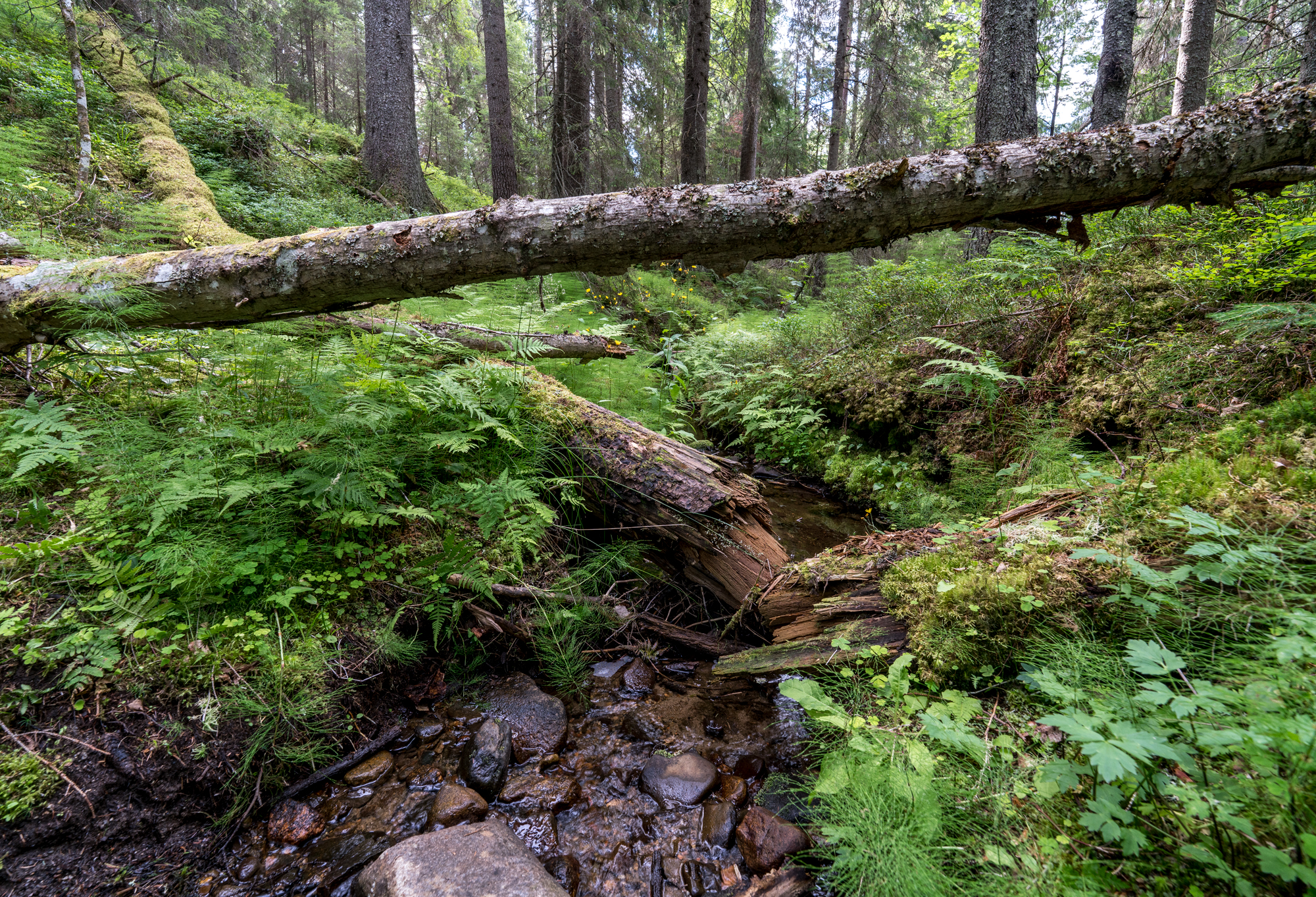
Bäcken som rinner ner mot Täcksviken har skapat en liten ravin.
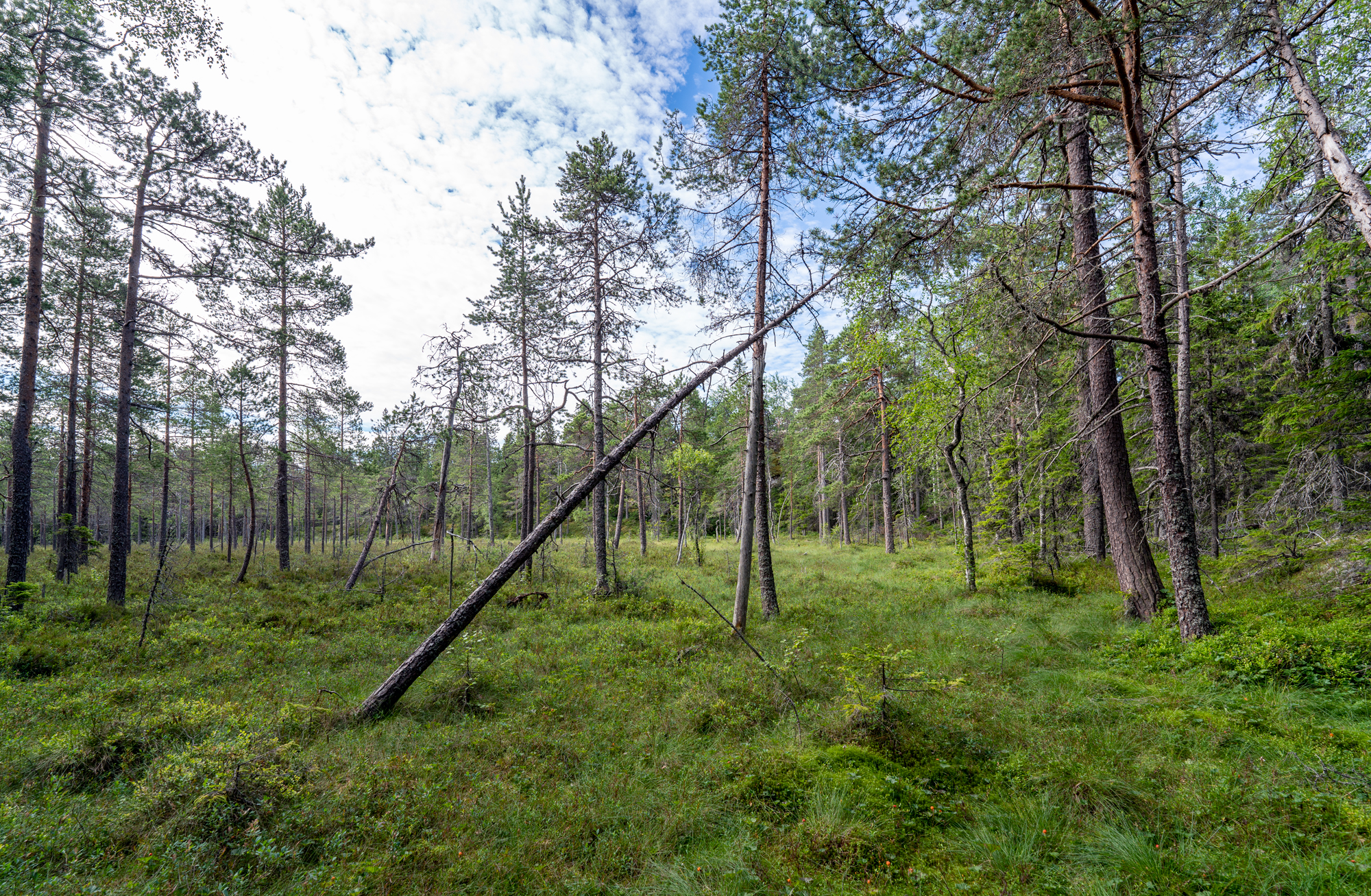
En liten myr där leden passerar Täcksberget.
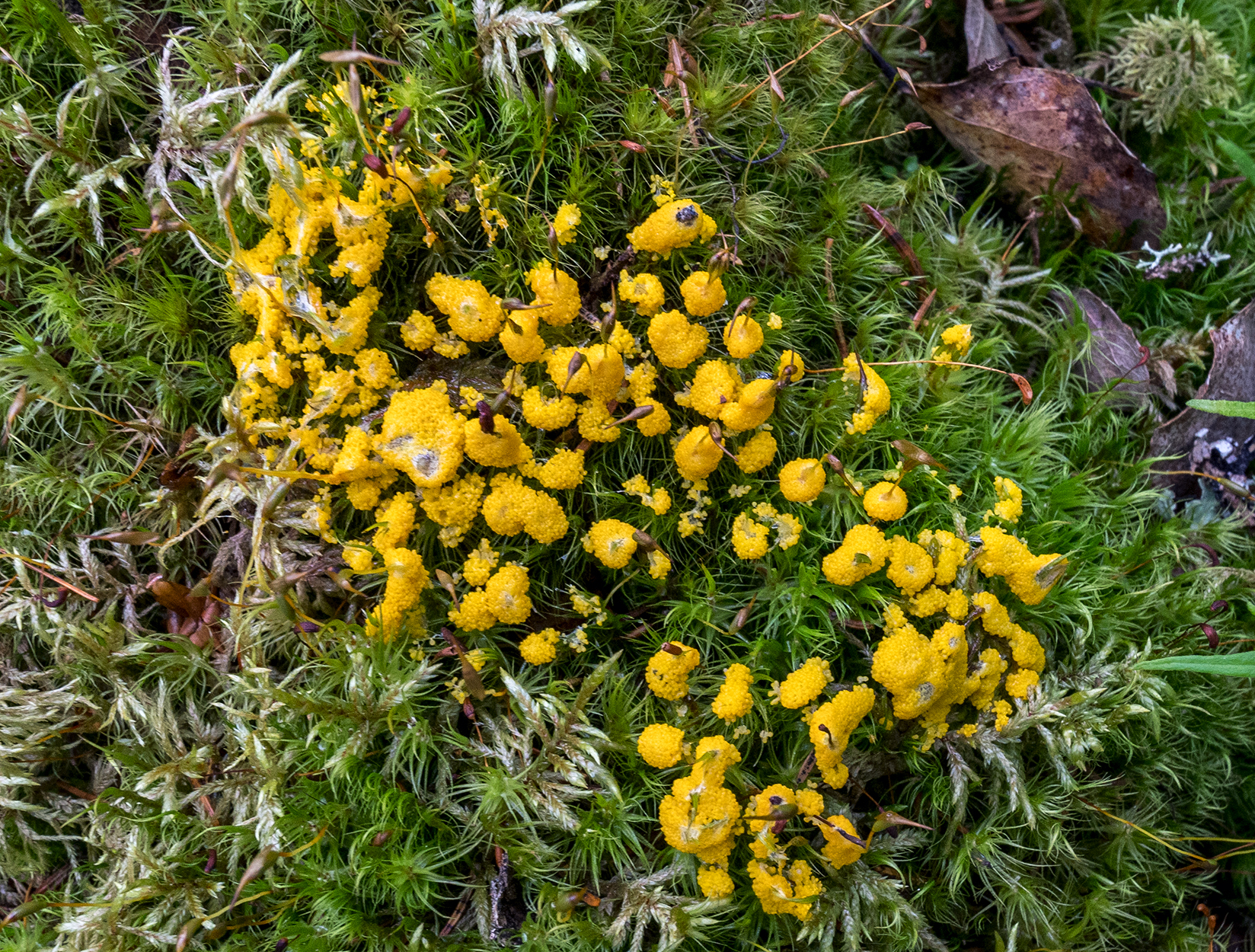
Slemsvampen Mosstrollsmör - Fuligo muscorum.
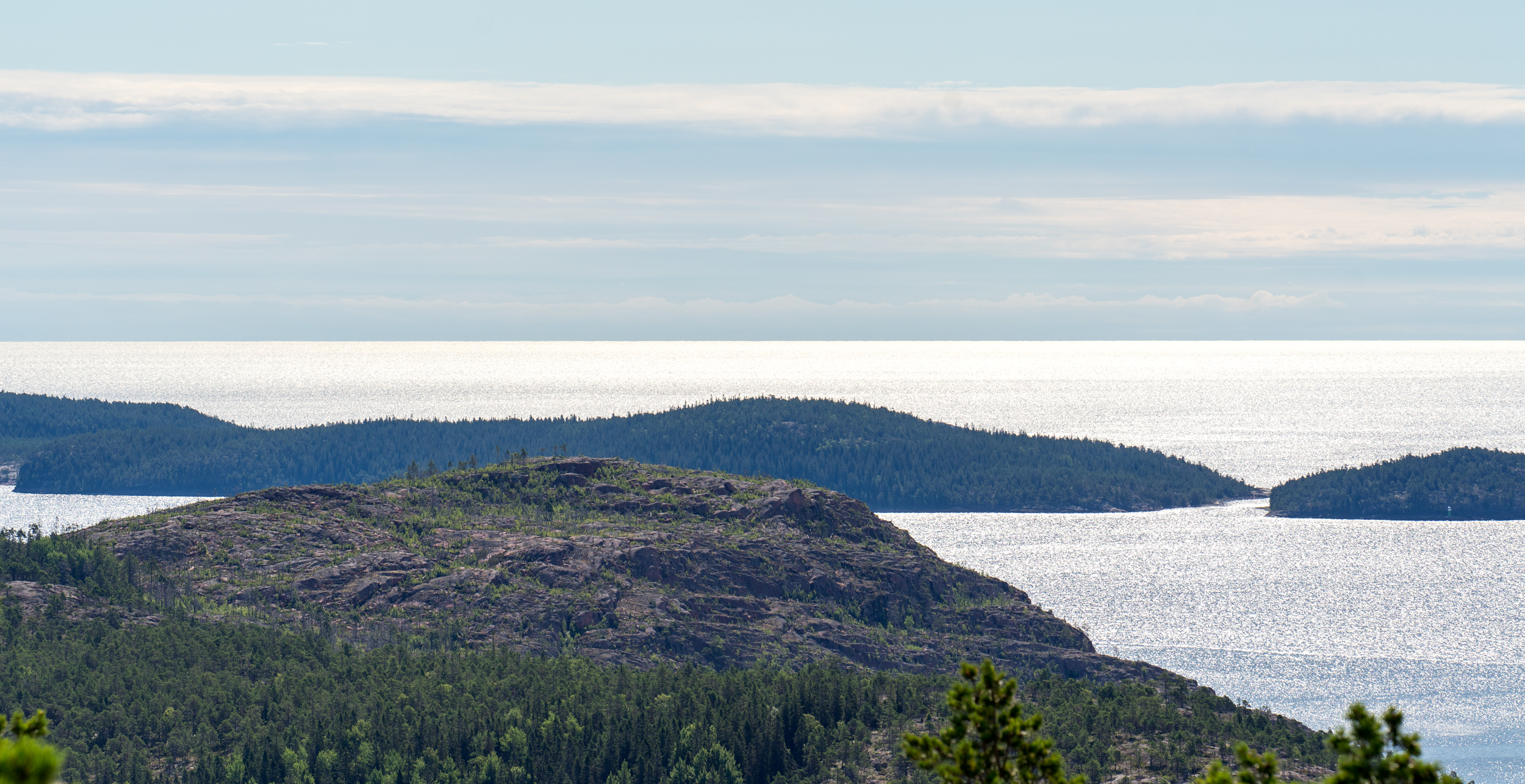
Vy mot Balesudden från den 175 meter höga utkikspunkten Täcksklippen. Längst ut på Balesudden brann skogen upp sommaren 2008.
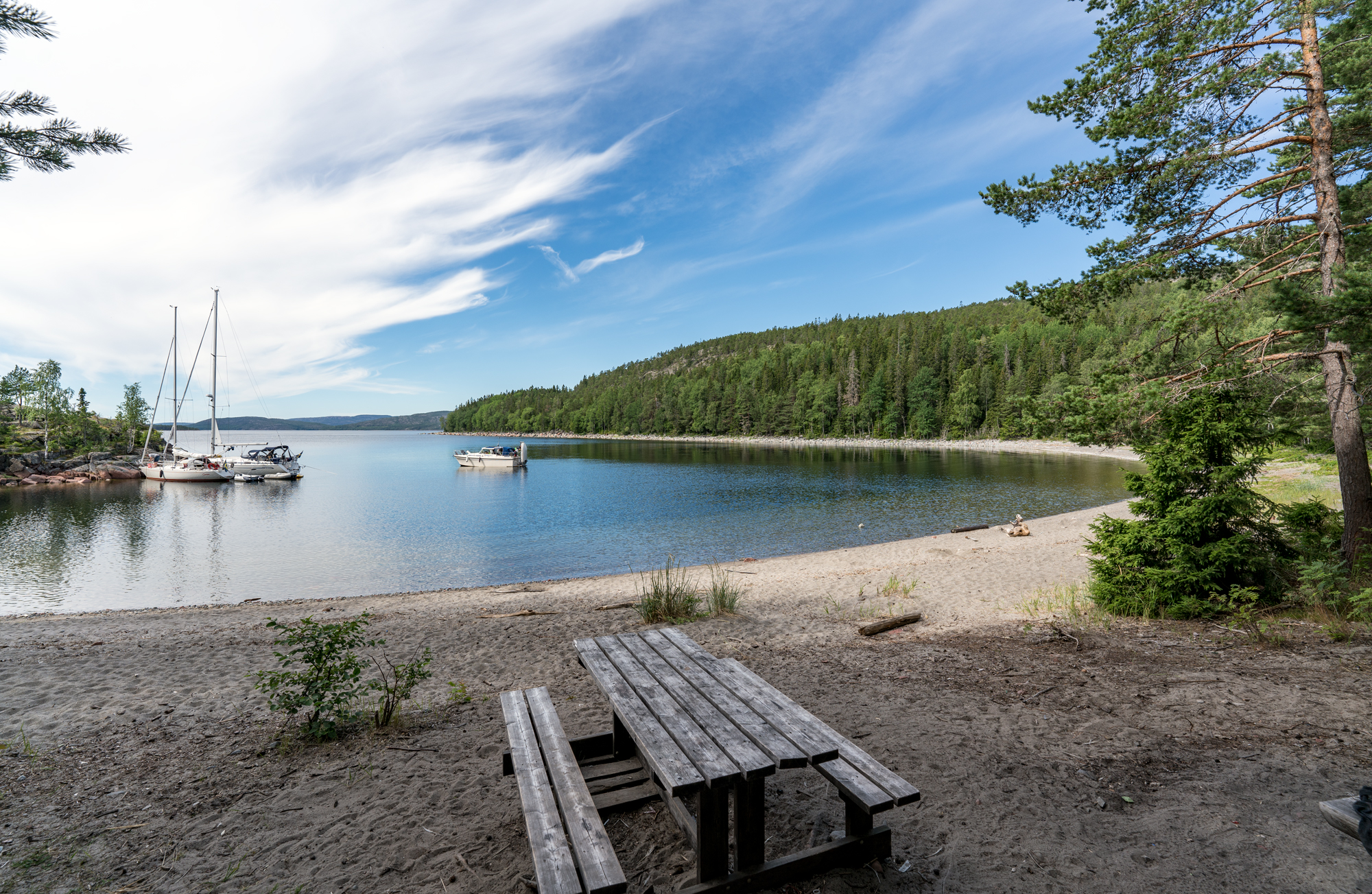
Sör-Balesviken.
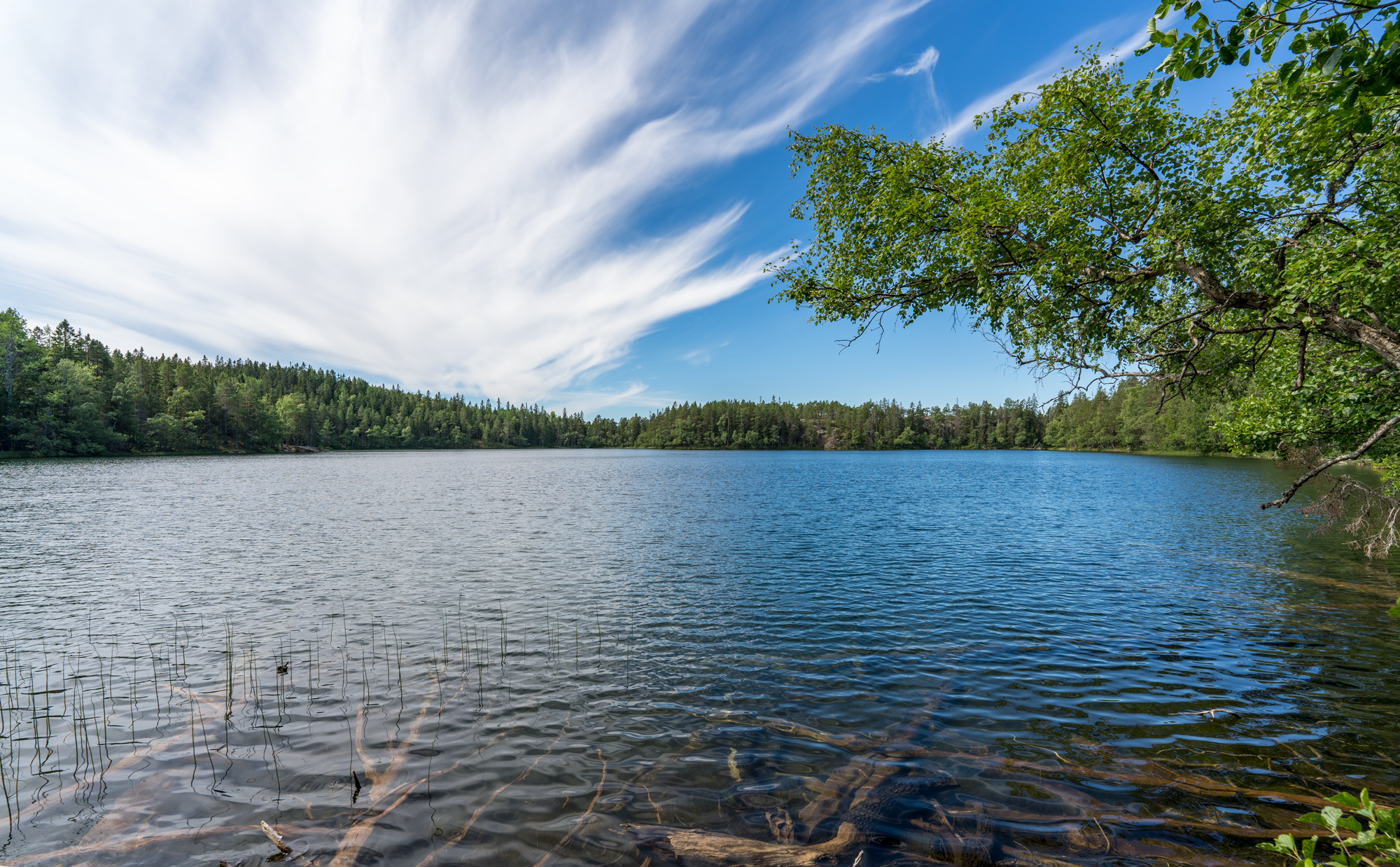
Balestjärnen ligger 40 m ö.h. Den är cirka 370 meter lång och lika bred.
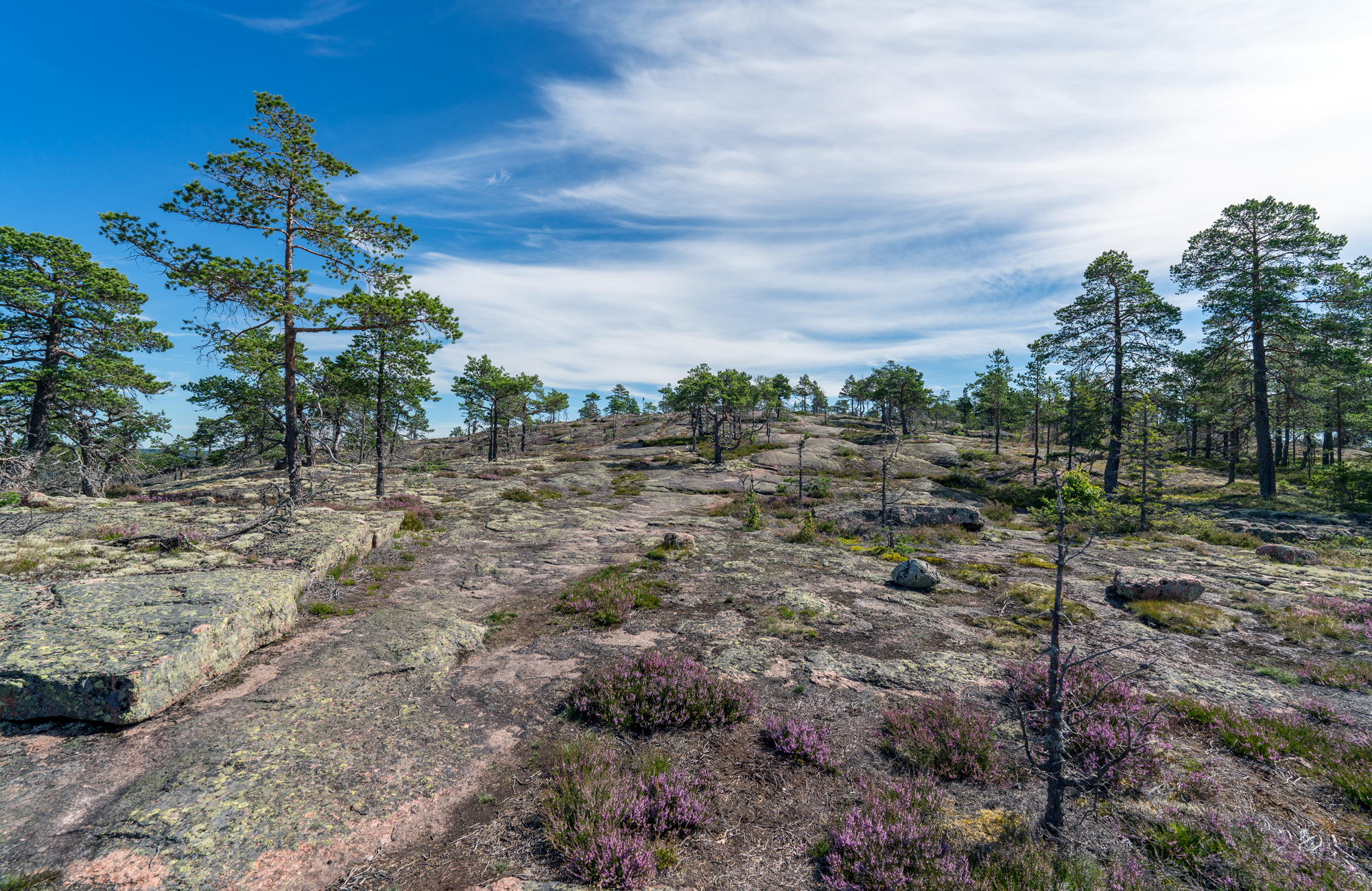
Öster om Balestjärnen går stigen på urberget mot yttersta Balesudden.
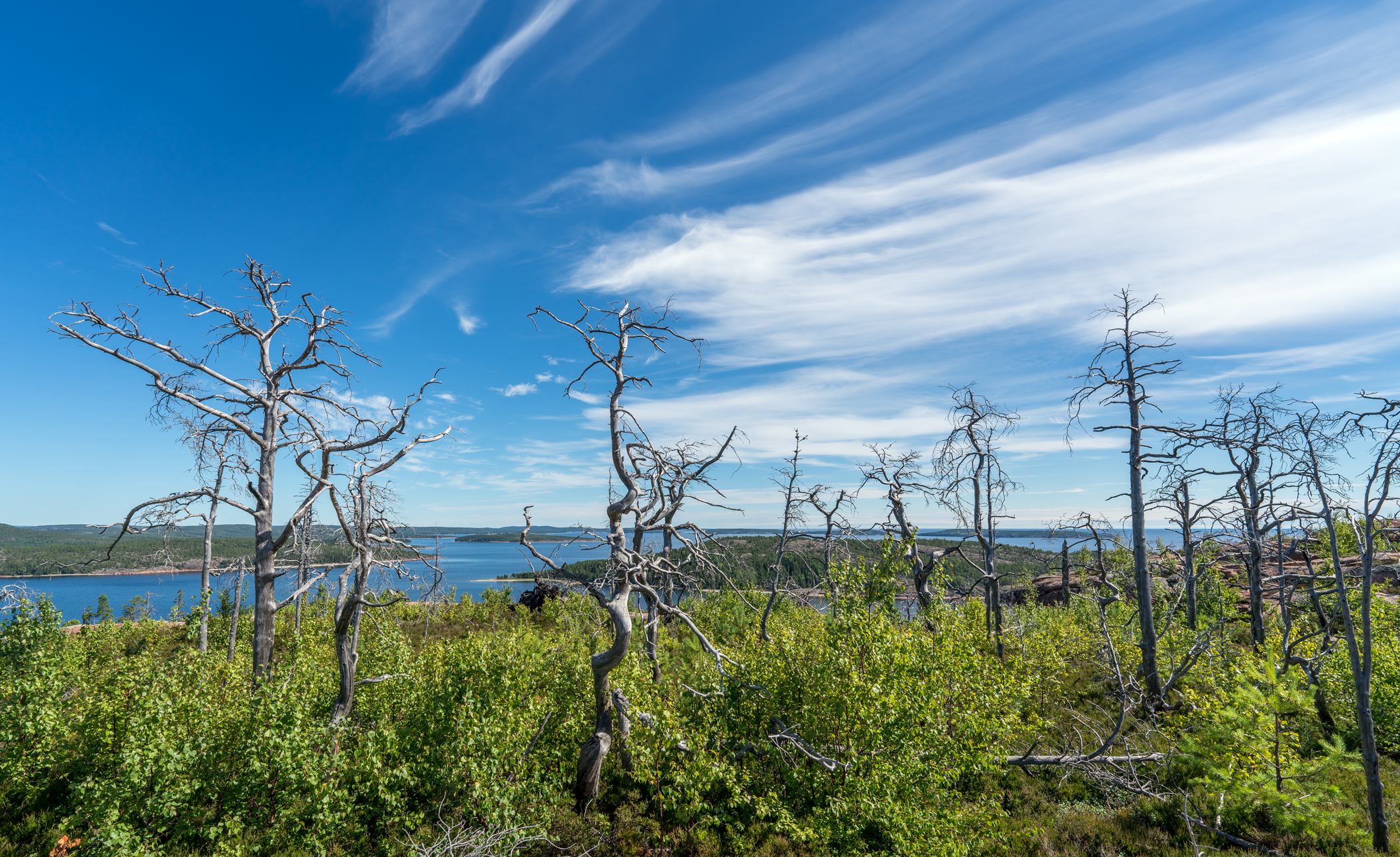
Torrfuror - tallar som dog i branden 2008.
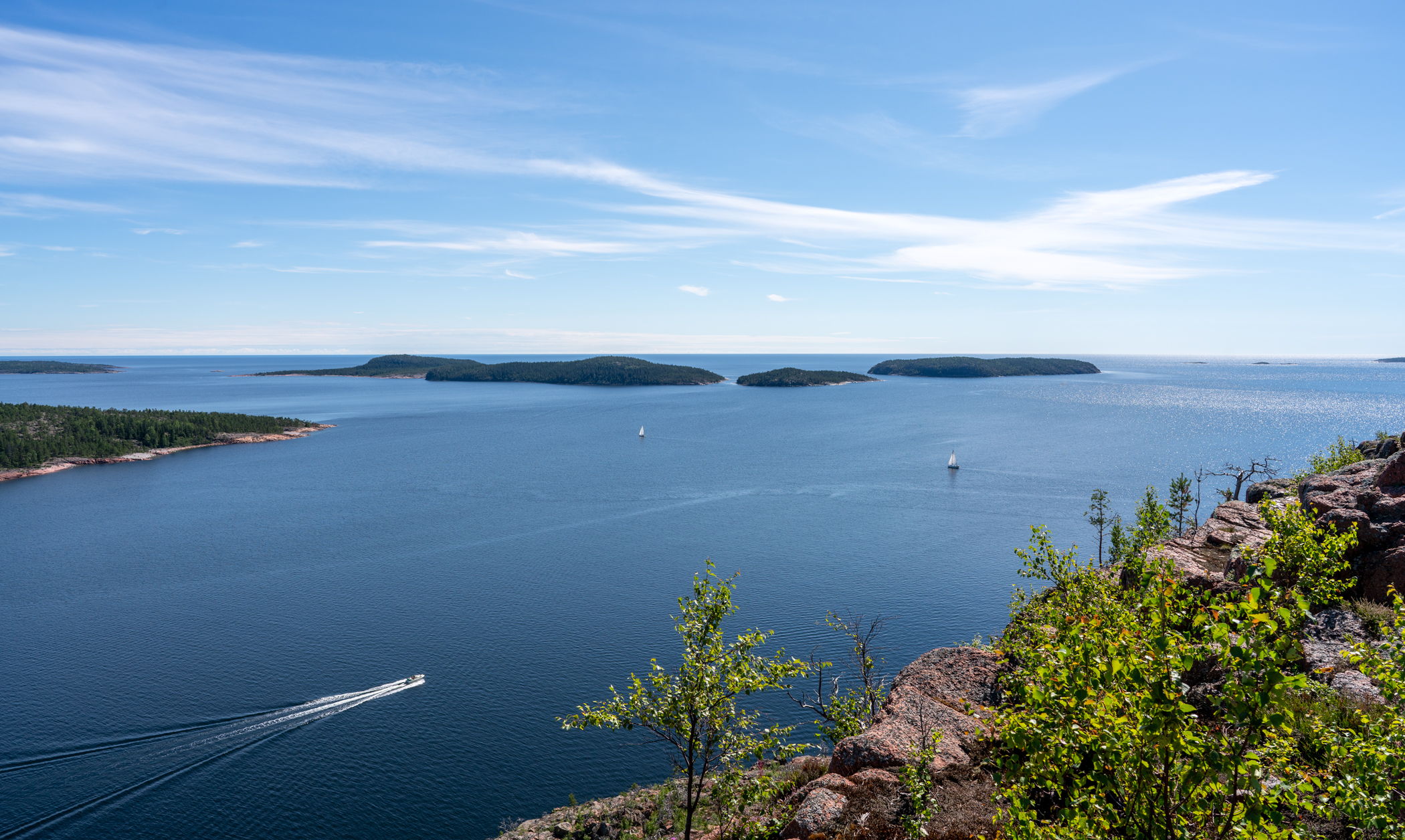
Vy mot sydöst från yttersta Balesudden, cirka 100 m ö.h. Öarna i mitten ingår i Trysunda naturreservat.